# Giulio Barbieri
Giulio Barbieri (* um 1620 in Roveredo; † 1681 ebenda) war ein Schweizer Architekt und Baumeister in Allgäu und Pfäfers.

## Leben
Giulio Barbieri war ein Repräsentant der aus Misox stammenden Architekten. Er war Sohn des Martino Barbieri. Zusammen mit seinen Brüdern Dominikus und Peter Barbieri arbeitete er 1660 am Bau der Klosterkirche der Weissenau bei Ravensburg und der St. Georgskirche im Benediktinerkloster Isny im Allgäu. Nach seinem Eintritt in die Dienste des Abtes von St. Gallen war er von 1666 bis 1667 mit Neubauten im Kloster St. Gallen und von 1670 bis 1674 mit dem Wiederaufbau des 1665 durch einen Brand zerstörten Klosters Pfäfers betraut.
Eine Inschrift vom 12. Dezember 1665, die im Archiv der Abtei aufbewahrt wird, zeugt von der Arbeit von Barbieri und dem Architekten Giovanni Serro aus Roveredo, der mit ihm an diesen Werken arbeitete.